# Botuporã
Botuporã är en kommun i Brasilien.   Den ligger i delstaten Bahia, i den östra delen av landet, 700 km öster om huvudstaden Brasília. Antalet invånare är 11 162.
Omgivningarna runt Botuporã är huvudsakligen savann. Runt Botuporã är det glesbefolkat, med 12 invånare per kvadratkilometer.